# Merzhausen (Bracht)
Koordinaten: 50° 57′ 9″ N, 8° 52′ 44″ O

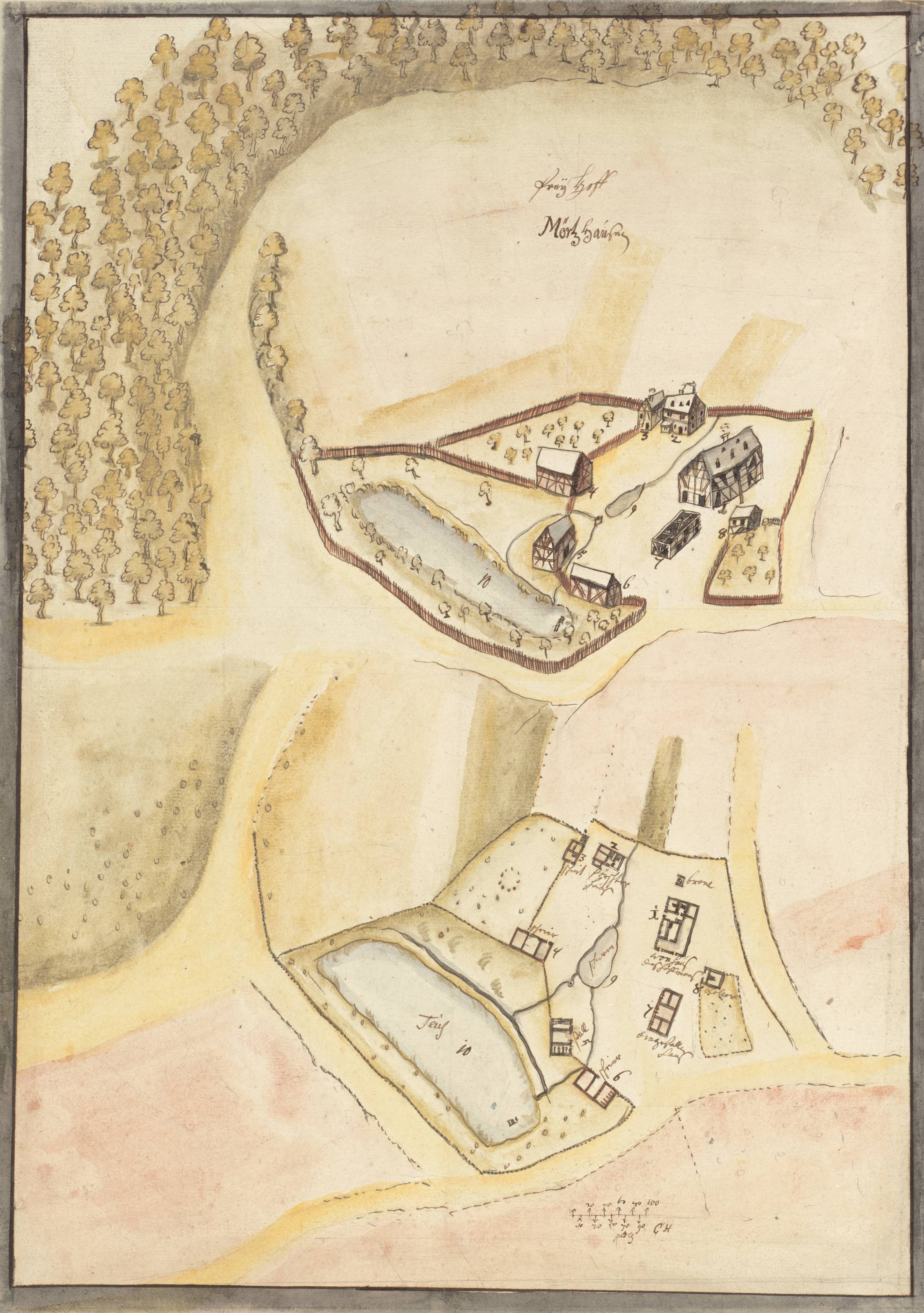
Karte des Deutschordenshof Merzhausen um 1700

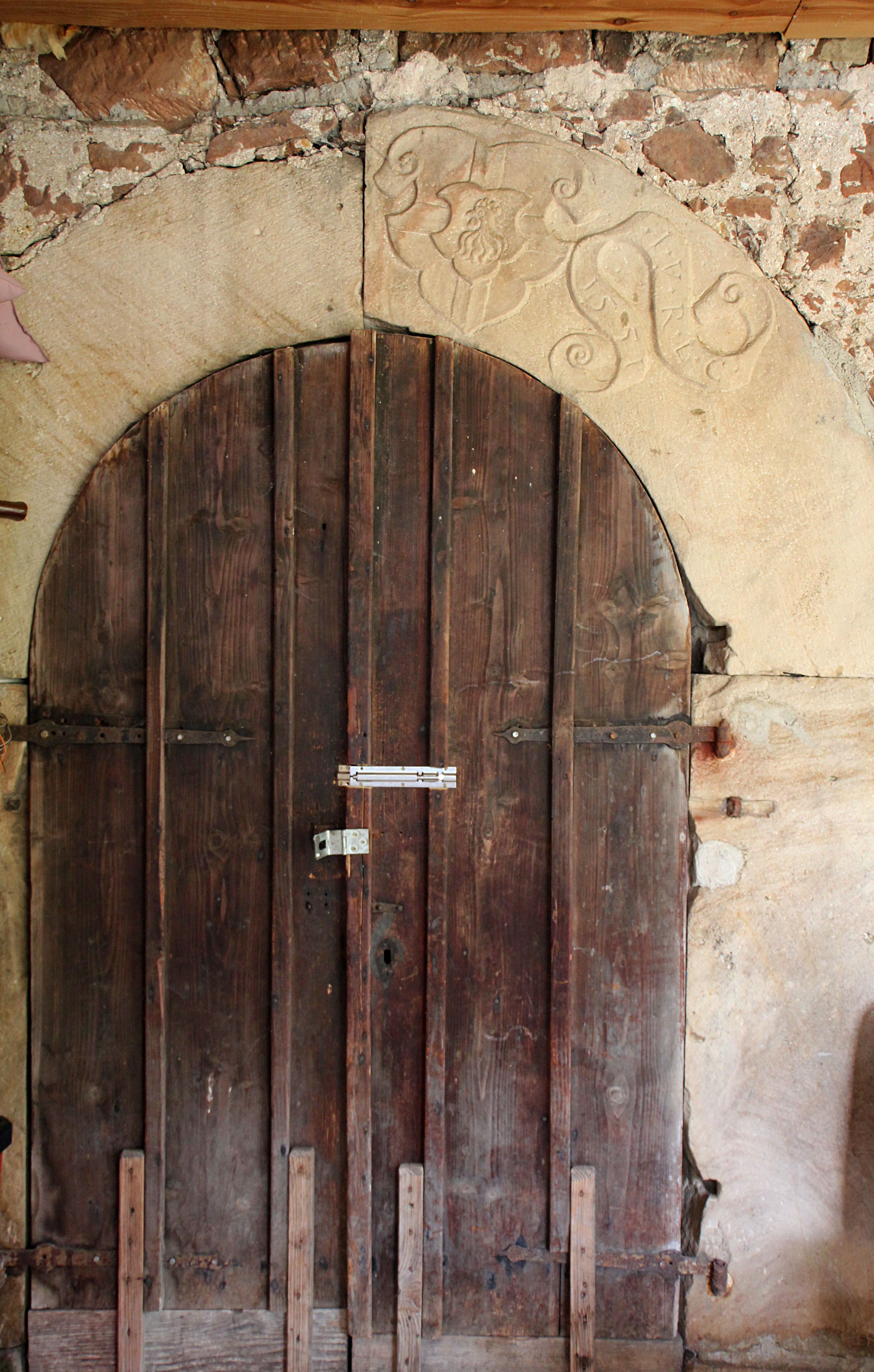
Spolienstein von 1551 mit dem Wappen des Deutschorden Landkomturs Johann von Rehen in Merzhausen

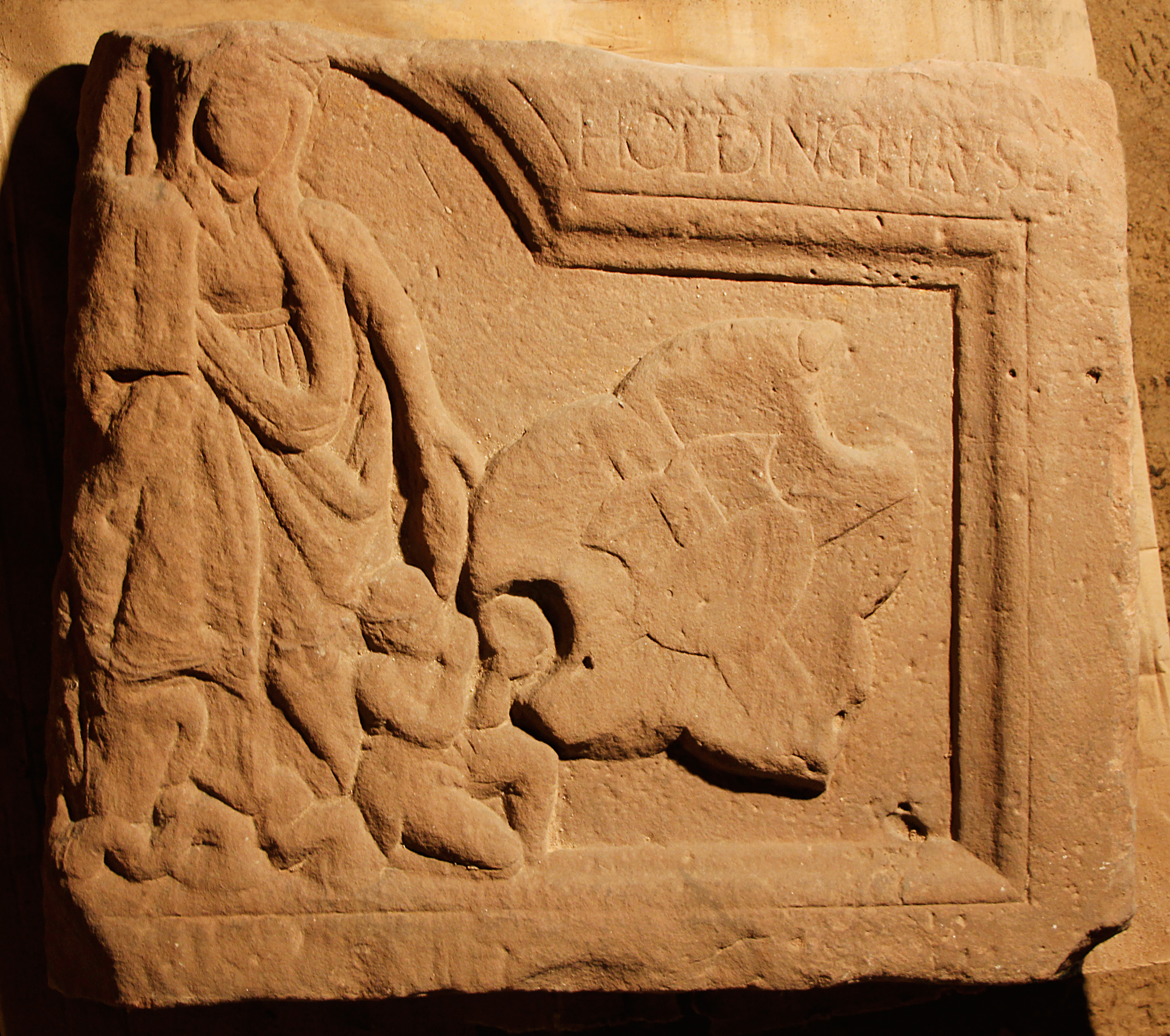
Deutschorden Wappenstein um 1550 mit der Hl. Elisabeth aus dem alten Förstergehöft in Merzhausen

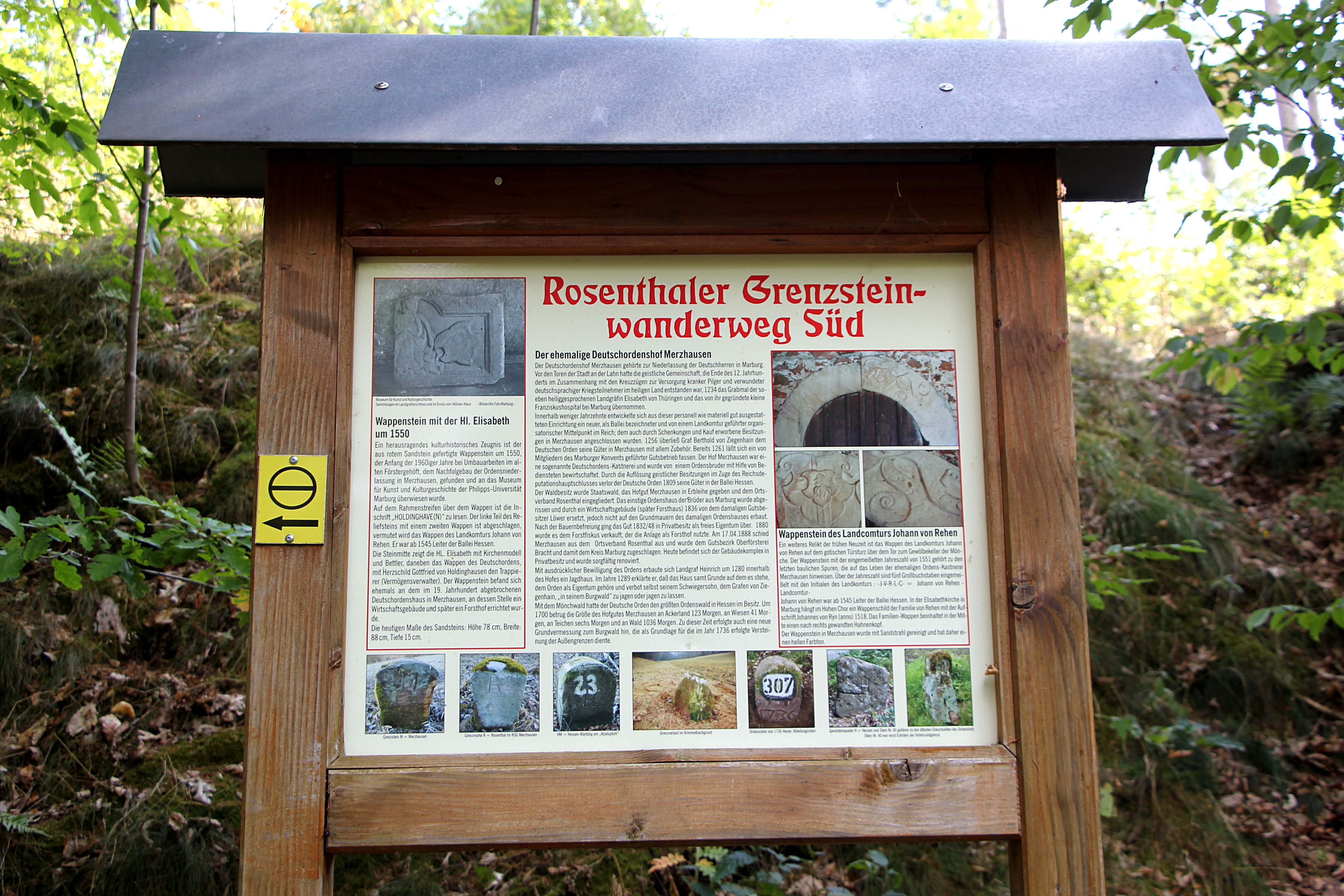
Infotafel Rosenthaler Grenzsteinwanderweg Süd in Merzhausen

Merzhausen ist eine Gehöftgruppe im Norden der Gemarkung von Bracht, einem Ortsteil der Stadt Rauschenberg im Landkreis Marburg-Biedenkopf in Hessen.

## Geographie
Die beiden etwa 300 m voneinander entfernten Gehöfte befinden sich im Burgwald auf etwa·283 Höhe über NHN im Tal des Krimmelbachs. Die entlang dem Krimmelbach verlaufende Gemarkungsgrenze von Bracht ist dort gleichzeitig die Grenze zwischen den Landkreisen Marburg-Biedenkopf und Waldeck-Frankenberg und somit zwischen den Regierungsbezirken Gießen und Kassel.
Die das Südufer des Krimmelbachs begleitende Kreisstraße K 19 verbindet die beiden Höfe von Merzhausen mit der Landesstraße L 3077 (Rosenthal-Bracht) im Westen und der Landesstraße L 3087 (Rosenthal-Langendorf) im Osten.
Unmittelbar südlich des südlichen der beiden Höfe liegt der sogenannte Hofteich, eine Gruppe von drei nebeneinander liegenden Fischteichen, gebildet durch das Aufstauen eines kleinen, dem Krimmelbach zufließenden Bachs. Auf der Ostseite der K 19, den beiden Höfen östlich gegenüber, befindet sich das Naturschutzgebiet Merzhäuser Teiche.

## Geschichte
Die urkundliche Ersterwähnung des südlichen der beiden Höfe, der villa Menhardishusen, erfolgte im Jahre 1256, als Graf Berthold I. von Ziegenhain dem Deutschen Orden seine dortigen Güter mit allem Zubehör schenkte. Fünf Jahre später, 1261, verzichtete Graf Widekind II. von Battenberg gegenüber der Deutschordensballei Hessen auf die Gerichtsbarkeit seines Gerichts Bentreff über des Ordens [Gerichts-]Hof (curia) Mainharzhusen, ausgenommen von Verurteilungen zum Tode und zum Verlust einer Hand. Der Hof diente als Kastnerei, als Hebe- und Sammelstelle für Natural- und Geldabgaben aus der Umgebung.
Die zum Ordensgut gehörigen 1036 Morgen Wald rund um die Brachter Höhe (347 m) nördlich von Bracht stellten den größten Waldbesitz des Deutschen Ordens im damaligen Hessen dar, und Landgraf Heinrich I. von Hessen ließ sich im Jahre 1280 auf dem Hof des Ordens ein Jagdhaus errichten, um im sogenannten Mönchwald, dem östlichsten Ausläufer des Burgwalds, der Hohen Jagd nachzugehen. Im Jahre 1289 bekräftigte er, dass dieses Haus (domus sive mansio) Eigentum des Ordens war und auch bleiben solle, dieweil er jedoch das Jagdrecht im Mönchswald beanspruchte. Hinsichtlich des Waldes kam es dann im Jahre 1333 zu ernstem Streit zwischen dem Orden und Graf Johann I. von Ziegenhain, der eine von seinem Vater bestätigte Grenzziehung in Frage stellte. Erst 1334 ließ er sich dazu bewegen, die bestehenden Grenzen anzuerkennen und durch eine erneute Grenzscheidung zu bestätigen.
Jagdrechte und Gerichtsbarkeit waren in den folgenden Jahrhunderten mehrfach Gegenstand von Streit und Verhandlungen zwischen dem Orden und den hessischen Landgrafen. Im Jahre 1577 wurde der Ordens-Hof Mertzhausen dem landgräflichen Amt Rosenthal zugerechnet, und 1584 wurde dem Orden ausdrücklich nur die niedere Jagd gestattet. 1625 versuchte Landgraf Philipp I. dem Orden auch das Recht der Niederjagd abzusprechen, und erst auf Vermittlung kaiserlicher Kommissare wurden dem Orden die Niederjagd garantiert. 1709 wurde dem Orden die Gerichtsbarkeit des Hofes abgesprochen, 1747 jedoch sowohl die niedere als auch die peinliche Gerichtsbarkeit wieder zugestanden. Um 1805 hingegen lag nur noch die niedere Gerichtsbarkeit beim Deutschen Orden, während der Landgraf und Kurfürst die hohe Gerichtsbarkeit wieder an sich gezogen hatte.
Mit der von Napoleon verfügten Auflösung des Deutschen Ordens in den Rheinbundstaaten im Jahre 1809 wurde der Hof, im damaligen Königreich Westphalen (1807–1813), in Erbleihe gegeben und dem Ortsverband Rosenthal zugeordnet. Nach 1848 ging das Gut in Privatbesitz über. 1880 wurde es dem Forstfiskus verkauft. Am 17. April 1888 schied Merzhausen aus dem Ortsverband Rosenthal aus und wurde dem Gutsbezirk Oberförsterei Bracht und damit dem Kreis Marburg zugeordnet.
Zu den letzten baulichen Spuren des ehemaligen Deutschordenshofes in Merzhausen gehört ein Spolienstein von 1551 auf dem gotischen Türsturz über dem Tor zum Gewölbekeller. Er zeigt das Wappen des damaligen Landkomturs der Landkommende Marburg Johann von Rehen († 1570). Die Grenzen des einstigen Ordensguts sind noch immer gut nachvollziehbar, denn eine Anzahl von Grenzsteinen aus vermutlich drei Epochen ist erhalten. Sie sind auf der Ordensseite zumeist mit einem Lateinischen Kreuz versehen, an der Nordgrenze teilweise auch mit einem Tatzenkreuz. Die dem Ordensbesitz abgewandte Seite zeigt ein H für die Landgrafschaft Hessen. Die Mehrzahl der erhaltenen Grenzsteine stammt aus dem Jahr 1736.